# Фагерхольм, Моника
Моника Фагерхольм (швед. Monika Fagerholm; род. 26 февраля 1961, Хельсинки) — финская писательница, пишет на шведском языке.

## Биография
Отец — профессор, мать — библиотечный работник. Окончила Хельсинкский университет, где изучала психологию и литературу. Получила степень бакалавра по социальным наукам (1987). В том же году дебютировала как прозаик, но известность получила после публикации в 1994 году романа Чудесная женщина у моря, который был переведен на несколько языков, номинирован на ряд крупных премий, экранизирован (1998).
В 2016 году удостоена литературной премии Шведской академии.
Живёт в Экенесе.
В 2020 году получила литературную премию Совета Северных стран за свой роман Vem dödade bambi? (со швед. — «Кто убил бэмби?»).

## Произведения
- Sham (1987)
- Patricia (1990)
- Чудесная женщина у моря / Underbara kvinnor vid vatten (1994, Премия Рунеберга, Медаль Ассоциации книготорговцев Финляндии[англ.], номинации на премию Финляндия, шведскую премию Стриндберга[англ.], Дублинскую литературную премию)
- Дива / Diva (1998, премия Общества шведской литературы)
- Американка / Den amerikanska flickan (2005, Августовская премия, премия Аниара, шорт-лист премии Рунеберга и премии Северного Совета)
- Сверкающая сцена / Glitterscenen (2009)
- Havet (2012)
- Lola uppochner (2012)
- Кто убил Бэмби? / Vem dödade Bambi? (2019)[7]

## Публикация на русском языке
- Американка. — М.: Corpus; Астрель, 2011.

## Признание
Номинант и лауреат финских, шведских и международных премий. Награждена медалью Pro Finlandia (2010). Её книги переведены на английский, немецкий, французский, финский, голландский, датский, норвежский, литовский языки.